# 漢魏叢書
《汉魏丛书》是中國明、清時期辑刻的大型综合性叢書，宗旨是搜集汉、魏诸家著述，其搜集朝代上至先秦、下至六朝，是首部明確在書名中以「叢書」為名的叢書。此書先後三刻，初名《漢魏叢書》，後名《广汉魏丛书》，三名《增订汉魏丛书》；其内容多为古经逸史、稗官野乘，其中所收的有些书籍如今已经散佚，赖《汉魏丛书》而得以保存。尤以子类书较为丰富，具有较高的学术价值。

## 版本

### 何鏜、屠隆版本
據目前流傳的《漢魏叢書》記述，「《汉魏丛书》辑自括苍何镗，旧目原有百种，新安程氏板行，仅梓三十七种」（实为38种）；「括苍何氏镗所辑之《汉魏丛书》为最博，其书目百种，惜未梓行。新安程氏荣刻三十八种」。何鏜應該也有寫過《漢魏叢書》，但是目前已經沒有流傳。《明史·志第七十四·艺文三》和《千顷堂书目·卷十五》皆著录「屠隆，《汉魏丛书》六十卷」，但是屠隆的《漢魏叢書》也沒有流傳下來。何允中曾指「往见纬真氏别本，分典雅、奇古、闳肆、藻艳四家，以类从，殊为巨观」，學者指此可能是屠隆的《漢魏叢書》。而其所作的《漢魏叢書序》則在目前的各個版本中都有保留，署为「万历壬辰（萬曆二十年）腊月东海屠隆纬真甫纂」，並解釋了丛书收录书籍的原则。

### 程榮版本
程榮，字伯仁，安徽歙縣人，是明代萬曆年間的坊刻家。其所編的「新安程氏板行」之《汉魏丛书》是现今存世《汉魏丛书》的最早版本，簡稱程本。叢書前有屠隆序，並一共收書38種25卷。其中「经籍」收《京氏易传》等11种、「史籍」收《元经薛氏传》等4种、「子籍」收《素书》等23种，但「集籍」仅存一行，下无书名。約1590年前後刊刻。當中收書不作刪節，並保留了書前的序、跋，叶德辉指：「丛刻书，以顾元庆《四十家文房小说》为最精，胡维新《两京遗编》次之，程荣《汉魏丛书》又次之」。程本有商务印书馆影印本（1925年）。1992年，吉林大学出版社影印本《汉魏丛书》据万历程本影印，参考了涵芬楼影印本及其它版本补缺，并加圈点。

### 何允中版本
何允中，浙江仁和县人，字文开，号点苍。明天启二年（1622年）壬戌科三甲进士第78名。他在程本之上「兹搜益其半」，一共收书76种254卷，称为《广汉魏丛书》，其中「经翼」类收《易传》等17种，「别史」类收《吴越春秋》等14种，「子籍」类收《参同契》等18种，「载籍」类收《搜神记》等27种，稱為《广汉魏丛书》。約於明代萬曆末年刊刻，叢書前有屠隆序。其收录书籍时，多有割裂删减，王謨指：「何本丛书于各书卷首有采录原序及诸家评论者，然去取不一，多有遗漏」。此外，也收錄了偽書《天禄阁外史》，王士祯《居易录》指:「万历间学士多撰伪书以欺世，如《天禄阁外史》之类，人多知之。」，其将伪书收入丛书中可見編者收錄時不仔細。何编《广汉魏丛书》可见明万历二十年（1592年）刊本、清嘉庆中刊本及明末武林何氏刊本，其中万历二十年刊本藏中国国家图书馆，明末武林何氏刊本藏台湾大学。

### 王謨版本
何本至清代乾隆時期流傳也不多，王謨指「坊间所鬻，多以建阳书林所刻《汉魏文乘》冒充，由原版久矣漫漶，后又未有重刻者，所以真本为难得而可贵也」，可見當時何本也已經很少見。王謨拿出了其自藏的《廣漢魏叢書》，以何本作為底本，又从《唐宋丛书》中选取10种汉魏人著作补入其中，共计86种448卷。他保留了何允中的原書目，「一仍何氏经史子籍旧目」，但重编目次，纠正了何本的分类错误。其中「经翼」类收《焦氏易林》等20种、「别史」类收《竹书纪年》等16种、「子餘」类收《新语》等22种、「载籍」类收《古今注》等28种。於清乾隆五十六年（1791年）刊刻，世称《增订汉魏丛书》。書前有屠隆序、王谟自撰《凡例》8条，载有《增订汉魏丛书》参阅姓氏，書後有王謨跋文。雖然他已經知道《天禄阁外史》是偽書，但是依然作保留，「《天禄阁外史》一种实属赝书，于史、子、载籍俱无可附，以何氏丛书原本行世已久，未便割弃，姑以是殿焉」。 之後，光绪六年（1880年）三余堂有再刊本、上海大通书局有石印本（1911年）。1935至1937年间上海商务印书馆编印出版《丛书集成》初编，其中收录王谟辑刊本的《汉魏丛书》。